# Peter Shumlin
Peter Elliott Shumlin (Brattleboro, 24 marzo 1956) è un politico statunitense, membro del  Partito Democratico e governatore del Vermont dal 2011 al 2017.